# Eva Fernández (Leichtathletin)
Eva Fernández (* 13. März 2000) ist eine bolivianische Leichtathletin, die im Mittel- und Langstreckenlauf antritt.

## Sportliche Laufbahn
Erste internationale Erfahrungen sammelte Eva Fernández im Jahr 2022, als sie bei den Hallensüdamerikameisterschaften in Cochabamba in 11:09,00 min die Silbermedaille im 3000-Meter-Lauf hinter ihrer Landsfrau Lizeth Veizaga gewann.

## Persönliche Bestleistungen
- - 3000 Meter (Halle): 11:09,00 min, 20. Februar 2022 in Cochabamba